# Stéphanie van Monaco

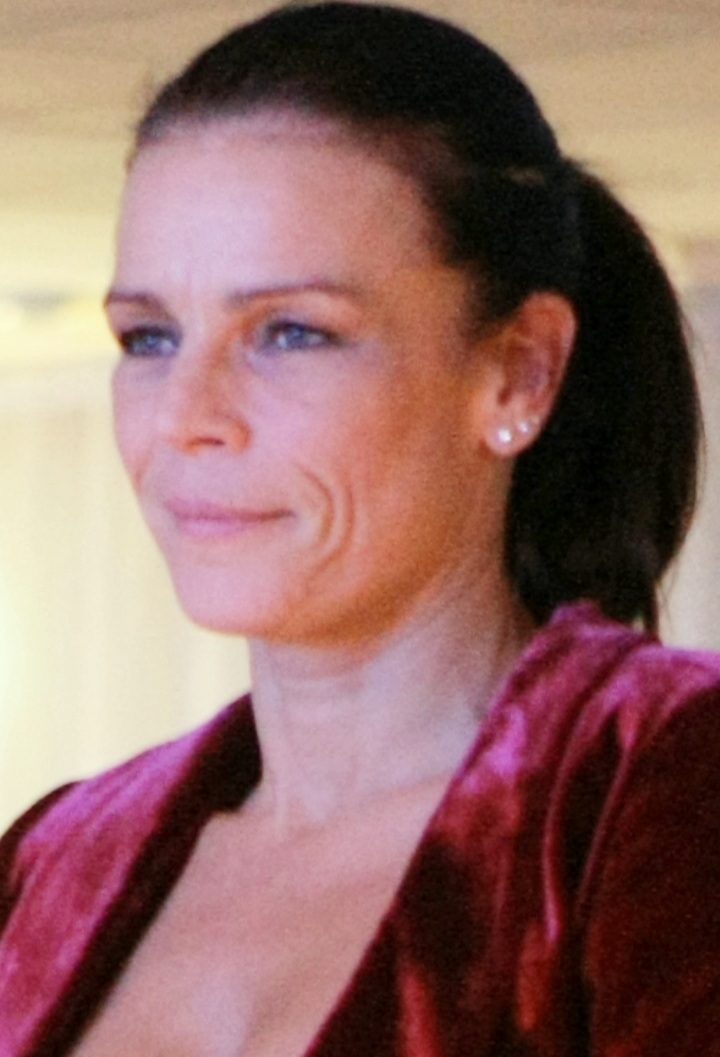
Stéphanie van Monaco

Stéphanie Marie Elisabeth Grimaldi (Monaco, 1 februari 1965) is de tweede dochter van Reinier III van Monaco en prinses Gracia (voorheen Grace Kelly). Ze is de zuster van prinses Caroline en prins Albert II, de huidige vorst van Monaco.

## Levensloop
Zij was zeventien toen zij op 13 september 1982 samen met haar moeder prinses Gracia een ernstig auto-ongeluk kreeg. Volgens verschillende geruchten zou Stéphanie aan het stuur hebben gezeten, maar hoogstwaarschijnlijk zou het ongeluk te wijten zijn aan een beroerte die prinses Gracia trof terwijl ze aan het stuur zat. Haar moeder overleed de volgende dag aan de gevolgen van dit ongeluk. Stéphanie kon niet bij de begrafenis aanwezig zijn, omdat ze in het ziekenhuis lag vanwege haar eigen verwondingen.
De prinses heeft enkele jaren een muziekcarrière gehad. In de zomer van 1986 kwam haar eerste single Ouragan uit. Het werd een grote hit en bereikte ook, in het Engels Irresistible geheten, de internationale top tien. Haar tweede tour aan het einde van de jaren 80 flopte, net als haar tweede album van 1991. Haar laatste nummer was In the Closet uit 1992 met Michael Jackson onder de naam Mystery Girl op diens album Dangerous. Hierna eindigde haar muziekcarrière.

### Hitnotering
| "Ouragan / Irresistible" in de Nederlandse Top 40 - binnen 28-06-1986 | "Ouragan / Irresistible" in de Nederlandse Top 40 - binnen 28-06-1986 | "Ouragan / Irresistible" in de Nederlandse Top 40 - binnen 28-06-1986 | "Ouragan / Irresistible" in de Nederlandse Top 40 - binnen 28-06-1986 | "Ouragan / Irresistible" in de Nederlandse Top 40 - binnen 28-06-1986 | "Ouragan / Irresistible" in de Nederlandse Top 40 - binnen 28-06-1986 |
| Week                                                                  | 01                                                                    | 02                                                                    | 03                                                                    | 04                                                                    | 05                                                                    |
| --------------------------------------------------------------------- | --------------------------------------------------------------------- | --------------------------------------------------------------------- | --------------------------------------------------------------------- | --------------------------------------------------------------------- | --------------------------------------------------------------------- |
| Nummer                                                                | 39                                                                    | 38                                                                    | 31                                                                    | 40                                                                    | uit                                                                   |

## Liefdesleven
Prinses Stéphanie stond lange tijd, als gevolg van haar vele affaires, bekend als het enfant terrible van het Monegaskische vorstenhuis. Op vijftienjarige leeftijd had ze een relatie met de Spaanse zanger Miguel Bosé en een jaar later met Paul Belmondo, zoon van de bekende Franse acteur Jean-Paul Belmondo. De prinses zou ook relaties hebben gehad met verscheidene bekende personen. Haar bekendste relatie was met cocaïnedealer Eskander Laribi. Nadat hij werd neergeschoten, ontstond er een groot schandaal. De prinses is echter nooit als getuige opgeroepen, dankzij haar immuniteit als prinses van Monaco. Ook bekend is dat zij een relatie had met bodyguard Daniel Ducruet, van wie ze zwanger raakte. Ze kregen uiteindelijk twee kinderen: Louis (26 november 1992) en Pauline (4 mei 1994). Het paar trouwde in 1995, maar al na een jaar, in oktober 1996, vroeg prinses Stéphanie de scheiding aan, naar aanleiding van een serie foto’s van Daniel met de Belgische Miss Muriel Houtteman.
Op 15 juli 1998 kreeg de prinses nog een kind: Camille, van wie gezegd wordt dat de vader Jean Raymond Gottlieb, eveneens een van haar bodyguards, is. Dit is echter nooit officieel bevestigd en zijn naam staat ook niet op de geboortepapieren. In tegenstelling tot Louis en Pauline maakt Camille geen deel uit van het koninklijk huis van Monaco, omdat ze een buitenechtelijk kind is. Louis en Pauline werden ook buitenechtelijk geboren, maar hun vader trouwde later met Stéphanie. Volgens de Monegaskische wet worden kinderen in zo’n geval erkend.
Prinses Stéphanie trok zich vervolgens terug in Frankrijk en had een korte relatie met een barkeeper. Ze haalde in 2001 de kranten door haar relatie met olifantentemmer Franco Knie, met wie ze door Europa reisde in een trailer. Later kreeg ze affaires met leden van haar vaders personeel. Het tweede huwelijk van prinses Stéphanie met Adans Lopes Peres werd gesloten op 12 september 2003, maar is inmiddels in alle stilte alweer ontbonden. Ook wordt gezegd dat ze weer met haar eerste echtgenoot Ducruet omgaat, later werd echter weer geschreven dat de prinses een relatie had met een getrouwde croupier.